# Hrănitor de păduchi
Hrănitorul de păduchi (în poloneză karmiciel wszy) a fost un loc de muncă în Polonia interbelică și în cea ocupată de naziști, la Institutul pentru Studiul Tifosului și de Virologie din Lviv și la Institutul asociat din Cracovia, Polonia. Hrănitorii au fost surse umane de sânge pentru păduchii infectați cu tifos, care au fost apoi folosiți pentru cercetarea posibilelor vaccinuri împotriva bolii.
Cercetarea pentru obținerea unui vaccin contra tifosului a început în 1920 de către parazitologul Rudolf Weigl.
În timpul ocupației naziste a orașului, această meserie a devenit principalul mijloc de susținere și protecție pentru mulți dintre intelectualii polonezi ai orașului, inclusiv matematicianul Stefan Banach și poetul Zbigniew Herbert. În timp ce profesia avea un risc semnificativ de infecție, hrănitorilor li s-a oferit rații suplimentare de hrană, au fost protejați de la a fi trimiși în lagărele de muncă pentru sclavi și lagărele de concentrare germane și li s-a permis deplasarea liberă în orașul ocupat. 
Cercetările care au implicat subiecți umani, infectați intenționat cu boala, au fost, de asemenea, efectuate în diferite lagăre de concentrare naziste, în special la Buchenwald și Sachsenhausen și, într-o măsură mai mică, la Auschwitz . 